# Charlotte Pierce
Pour les articles homonymes, voir Pierce.
Charlotte Pierce est une actrice américaine du cinéma muet, née le 22 octobre 1884 à Girard (Illinois) et morte à New Bedford (Massachusetts) le 24 juillet 1950.
Sa carrière s'échelonne uniquement dans les années 1920, on ne la retrouve pas ensuite lors du passage au parlant.

## Filmographie
- 1920 : Peaceful Valley de Jerome Storm : Martha Howe
- 1921 : La Petite Baignade (The Old Swimmin' Hole) de Joseph De Grasse : une des filles (non créditée)
- 1921 : Man of the Forest de Howard Hickman : Bo Raynor
- 1922 : Gas, Oil and Water de Charles Ray : Susie
- 1922 : Colleen of the Pines de Chester Bennett : Esther Cameron
- 1922 : L'Audace et l'Habit (A Tailor-Made Man) de Joseph De Grasse : Bessie Dupuy
- 1922 : La femme qu'il épousa (The Woman He Married) de Fred Niblo : Muriel Warren
- 1922 : The Super Sex de Lambert Hillyer : Irene Hayes
- 1922 : The Barnstormer de Charles Ray : Emily
- 1922 : The Veiled Woman de Lloyd Ingraham : Araminta Lee
- 1922 : The Lavender Bath Lady de King Baggot : Jeanette Gregory
- 1923 : Diavolo dans les flammes (Thru the Flames) de Jack Nelson : Mary Fenton
- 1923 : The Courtship of Myles Standish de Frederick Sullivan : Mary Chilton
- 1925 : The Wildcat de Harry L. Fraser
- 1925 : Sky's the Limit de Harry L. Fraser et I.W. Irving : Edna Hamilton
- 1925 : Queen of Spades de Harry L. Fraser : la Dame de Pique
- 1925 : West of Mojave de Harry L. Fraser
- 1926 : The Sheep Trail de Harry L. Fraser
- 1926 : The Fighting Gob de Harry L. Fraser